# Gereformeerde Gemeenten in Nederland

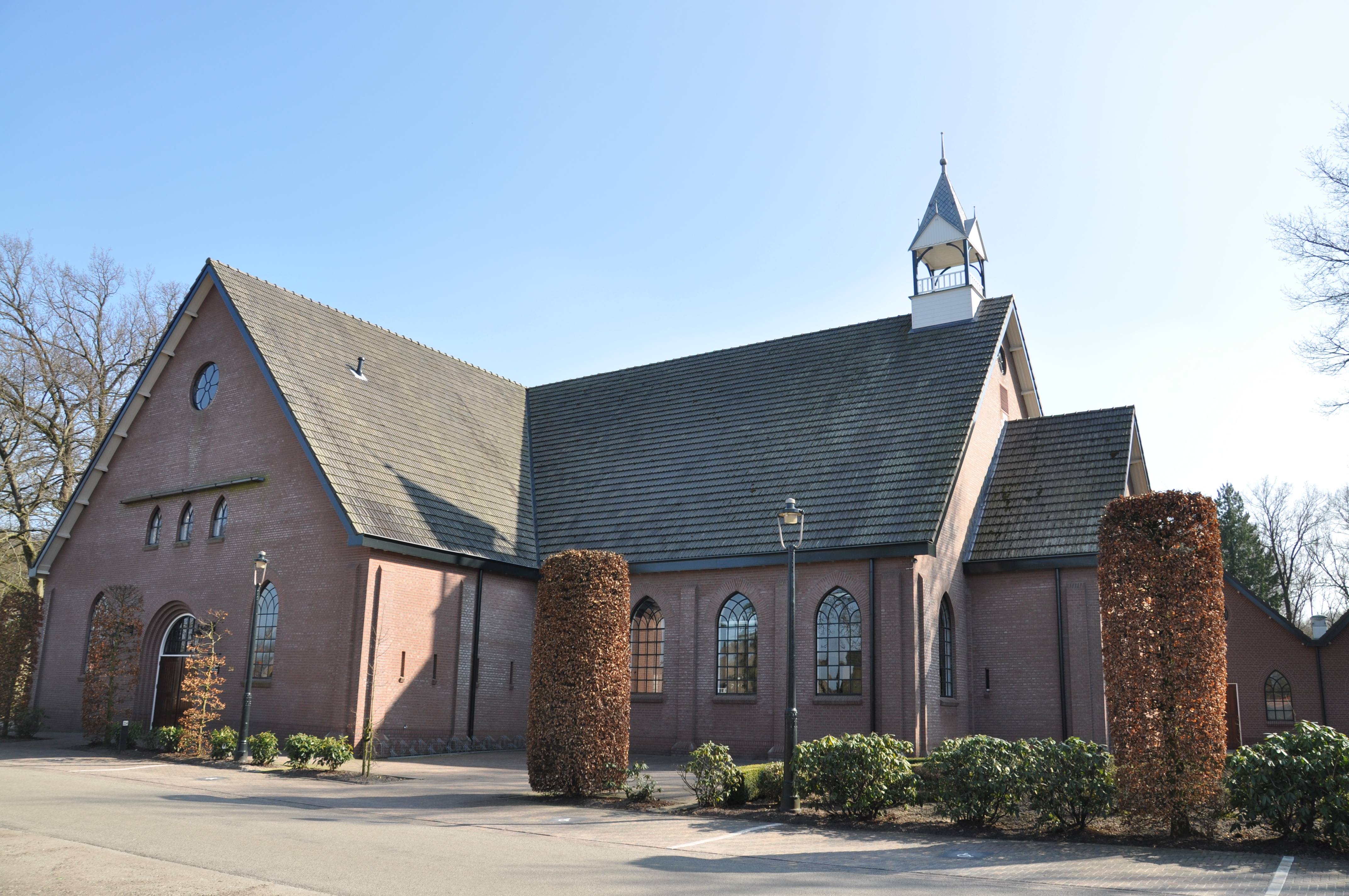
Kirche einer Reformierten Gemeinde in den Niederlanden (Uddel)

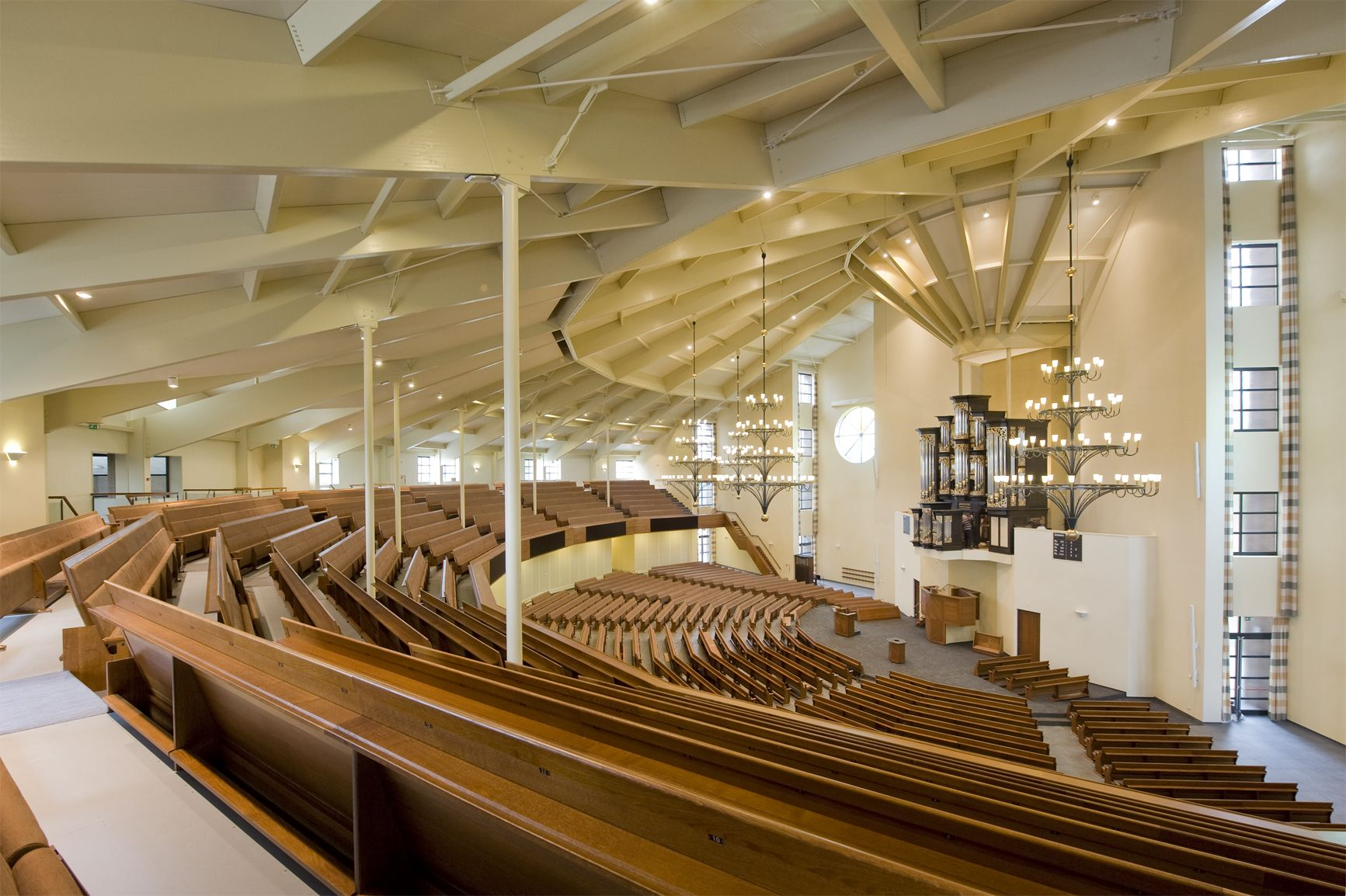
Kircheninneres einer Reformierten Gemeinde in den Niederlanden (Barneveld)

Die Gereformeerde Gemeenten in Nederland (deutsch Reformierte Gemeinden in den Niederlanden) ist ein niederländischer Kirchenverband, der den Reformierten Kirchen zugehört. Er entstand 1953 durch Abspaltung von den Gereformeerde Gemeenten (Reformierte Gemeinden). Beide Gemeindeverbände sind streng calvinistisch orientiert und gehen auf die Afscheiding von 1834 zurück. Sie werden auch (abwertend) als Schwarzestrümpfekirchen bezeichnet. Das soziale Leben ihrer Mitglieder spielt sich zum größten Teil untereinander ab. Man trifft sich vor allem in Kirche, Schule, Verein und auch bei der Arbeit. Im politischen Bereich wählen viele Mitglieder der Kirche die Staatkundig Gereformeerde Partij. 
Neben ca. 50 z. T. sehr kleinen Gemeinden in den Niederlanden gehören auch vier Gemeinden in den USA und eine in Pretoria zum Verband. Die jeweils eigenständigen Gemeinden haben zusammen 24.098 Mitglieder (1. Januar 2015), beschäftigen aber nur vier Pastoren. Der Verband ist zusammen mit der Free Presbyterian Church of Scotland missionarisch in Simbabwe tätig.

## Mitglieder
- 1956 – 11.518
- 1980 – 19.124
- 1981 – 16.137
- 1989 – 18.338
- 1995 – 19.828
- 2000 – 20.644
- 2010 – 23.786
- 2015 – 24.098